# Hyphessobrycon khardinae
Hyphessobrycon khardinae är en fiskart som beskrevs av Axel Zarske 2008. Hyphessobrycon khardinae ingår i släktet Hyphessobrycon och familjen Characidae. Inga underarter finns listade i Catalogue of Life.